# Вледнічеле
Вледнічеле (рум. Vlădnicele) — село у повіті Нямц в Румунії. Входить до складу комуни Стеніца.
Село розташоване на відстані 296 км на північ від Бухареста, 60 км на схід від П'ятра-Нямца, 36 км на південний захід від Ясс.

## Населення
За даними перепису населення 2002 року у селі проживали 89 осіб, з них 88 осіб (98,9%) румунів. Усі жителі села рідною мовою назвали румунську.